# Peerke Willekens
Petrus Johannes ('Peerke') Willekens S.J. (Reusel, 6 december 1881 - Djokjakarta, 27 januari 1971) was een Nederlands geestelijke en een bisschop van de Rooms-Katholieke Kerk.
Willekens trad in bij de orde der Jezuïeten. Zijn priesterwijding vond plaats op 24 augustus 1915. Daarna was hij werkzaam in het onderwijs (1917-1925) en in de Nederlandse jezuïetenprovincie, onder andere aan het Canisianum te Maastricht (1925-1928).
In 1928 werd Willekens door de Congregatie voor de Verbreiding van de Geloofsleer, (een onderdeel van de Romeinse Curie), uitgezonden naar Nederlands-Indië om te rapporteren over het missiewerk aldaar. Tussen 1931 en 1934 werd hij belast met de visitatie van jezuïetenprovincies in Brits-Indië, Frans Indo-China, Hongarije en Groot-Brittannië.
Op 23 juli 1934 werd Willekens benoemd tot apostolisch vicaris van Batavia (vanaf 7 februari 1950 hernoemd in Djakarta) en titulair bisschop van Zorava; zijn bisschopswijding vond plaats op 3 oktober 1934. Hij was de opvolger van Anton van Velsen die met emeritaat was gegaan.
Willekens speelde tijdens de Tweede Wereldoorlog in Indonesië een belangrijke rol in het kerkelijk leven. Als diplomatiek vertegenwoordiger van het Vaticaan kon hij niet - zoals wel gebeurde met de andere blanke geestelijken - geïnterneerd worden. Het gevolg was dat de kerkelijke leiding praktisch uitsluitend op hem neerkwam. Door zijn wijze van handelen dwong hij veel respect af.
Na het einde van de Tweede Wereldoorlog begon Willekens met aanpassingen van de rooms-katholieke kerk in Indonesië aan de veranderende omstandigheden. Hij onderhield goede contacten met de Indonesische autoriteiten en streefde naar de benoeming van zo veel mogelijk lokaal opgeleide Indonesische geestelijken.
Willekens ging in juni 1952 om gezondheidsredenen met emeritaat. Hij bleef tot zijn overlijden in Indonesië werken als leraar en geestelijk leidsman.
- Biografisch Portaal: 09630608
- International Standard Name Identifier: 0000 0000 7785 841X
- Library of Congress Control Number: n2010218902
- Système universitaire de documentation: 145891585
- Virtual International Authority File: 120479616
- WorldCat: E39PBJr7RXf6VJ9TkqMvFCW7HC